# دراج گردن‌حلقه‌ای
دراج گردن‌حلقه‌ای (نام علمی: Scleroptila streptophorus) نام یک گونه از سرده دراج‌های افریقایی است.